# Skin (Rag'n'Bone Man)
Skin is een nummer van de Britse zanger Rag'n'Bone Man uit 2017. Het is de derde single van zijn debuutalbum Human.
Het nummer werd een hit in verscheidene Europese landen een hit. In Rag'n'Bone Mans thuisland het Verenigd Koninkrijk haalde het de 16e positie. In de Nederlandse Top 40 haalde het de 18e positie, en in de Vlaamse Ultratop 50 de 13e.

## NPO Radio 2 Top 2000
| Nummer met noteringen in de NPO Radio 2 Top 2000 | '18  | '19  |
| ------------------------------------------------ | ---- | ---- |
| Skin                                             | 1706 | 1917 |

1. ↑  Een vetgedrukt getal geeft de hoogste notering aan.
2. ↑  2018 was het eerste jaar met een notering voor dit nummer.
3. ↑  Deze tabel is bijgewerkt tot en met de laatste editie (2024).